# Coppola, el representante
Coppola, el representante es una miniserie de televisión por internet biográfica de comedia argentina original de Star+. La trama retrata la vertiginosa vida del empresario y representante de fútbol argentino Guillermo Coppola. Está protagonizada por Juan Minujín, Mónica Antonópulos, Mayte Rodríguez, Joaquín Ferreira, Alan Sabbagh y Santiago Bande. La serie se estrenó el 15 de marzo de 2024.
En mayo de 2025, Minujín –protagonista de la serie– confirmó que la serie fue renovada para una segunda temporada.

## Sinopsis
La historia se centra en la polémica vida de Guillermo Coppola, quien se dio a conocer por ser el representante del futbolista Diego Maradona, que en ese tiempo intentó conciliar su vida profesional con su agitada vida privada, llevándolo a vivir situaciones complicadas con consecuencias irreversibles, como así también vivió una etapa de lujo, fiestas y descontrol.

## Elenco
- Juan Minujín como Guillermo Coppola
- Mónica Antonópulos como Amalia «Yuyito» González
- Mayte Rodríguez como Sophie
- Joaquín Ferreira como Leopoldo «Poli» Armentano
- Alan Sabbagh como Mariano
- Santiago Bande como Guillermo Coppola (joven)
- Yayo Guridi como «Flaco» Manguera
- Anna Favella como Doménica
- Teté Coustarot como Ella misma
- María del Cerro como Karina Rabolini
- Federico Barón como Daniel Scioli
- María Campos como Susana Giménez
- Agustín Sullivan como Carlos Menem Jr.
- Adabel Guerrero como Alejandra Pradón
- Diego Pérez como Actor
- Nicolás Mateo como Mariano Cúneo-Libarona
- María Marull como Silvia
- Fabián Arenillas como Néstor Ibarra
- Damián Dreizik como Signorini
- Roxana Randón como Ana[n. 1]
- Azul Fernández como Yuyito González (joven)
- Rodolfo Ranni como Enzo Ferrari
- Gerardo Romano como Monaldi
- Sebastián Holz como Juan Carlos Coppola

## Episodios
| N.º | Título                 | Dirigido por                   | Escrito por                                | Fecha de lanzamiento original |
| --- | ---------------------- | ------------------------------ | ------------------------------------------ | ----------------------------- |
| 1   | «Cappa bianca»         | Ariel Winograd                 | Mariano Cohn, Gastón Duprat y Emanuel Diez | 15 de marzo de 2024           |
| 2   | «La conquista»         | Ariel Winograd                 | Mariano Cohn, Gastón Duprat y Emanuel Diez | 15 de marzo de 2024           |
| 3   | «Mi amigo Poli»        | Ariel Winograd                 | Mariano Cohn, Gastón Duprat y Emanuel Diez | 15 de marzo de 2024           |
| 4   | «El jarrón»            | Fernando Alcalde y Brian Kazez | Mariano Cohn, Gastón Duprat y Emanuel Diez | 15 de marzo de 2024           |
| 5   | «El caballito ganador» | Ariel Winograd                 | Mariano Cohn, Gastón Duprat y Emanuel Diez | 15 de marzo de 2024           |
| 6   | «Fuegos artificiales»  | Ariel Winograd                 | Mariano Cohn, Gastón Duprat y Emanuel Diez | 15 de marzo de 2024           |

## Producción
En junio del 2021, Star+ confirmó que una de las series que estaban en desarrollo era Coppola, el representante, la cual estaría escrita por Mariano Cohn y Gastón Duprat y dirigida por Ariel Winograd bajo la producción de Pampa Films y Gloriamundi Producciones. En junio del 2022, tras un año del anuncio de la serie, se informó que Juan Minujín fue elegido para interpretar a Coppola. Con el anuncio del protagonista de la serie, también se confirmó que la serie estaría compuesta por una temporada de 6 episodios. En octubre del 2022, se informó que la serie sería estrenada en 2024 y que Emanuel Diez también formaba parte del equipo de guionistas. Ese mismo mes, se reveló que el resto de elenco principal estaría integrado por Mónica Antonópulos, Joaquín Ferreira, Adabel Guerrero, Alan Sabbagh, Agustín Sullivan y Mayte Rodríguez.
La serie inició de sus grabaciones en julio del 2022 en Buenos Aires y luego se trasladó a Nápoles (Italia). A mediados de julio del 2023, se informó que el rodaje había concluido. El 1 de febrero de 2024, Star+ difundió el primer adelanto de la serie. El 22 de febrero, se develó que la serie sería estrenada el 15 de marzo de 2024.
En junio de 2024, Disney+ absorvió los contenidos de la plataforma Star+, entre ellos Coppola, el presentante. En mayo de 2025, la compañía renovó la serie para una segunda temporada de seis episodios. Ese mismo mes, se develó que Ornella D'Elia y Toto Rovito se habían unido al elenco. Las grabaciones también comenzaron ese mes en la ciudad de Montevideo (Uruguay) y luego continuaron en Buenos Aires y Nápoles.

## Premios y nominaciones
| Lista de premios y nominaciones | Lista de premios y nominaciones        | Lista de premios y nominaciones                       | Lista de premios y nominaciones                                 | Lista de premios y nominaciones | Lista de premios y nominaciones |
| Año                             | Organización                           | Categoría                                             | Nominado/a(s)                                                   | Resultado                       | Ref(s)                          |
| ------------------------------- | -------------------------------------- | ----------------------------------------------------- | --------------------------------------------------------------- | ------------------------------- | ------------------------------- |
| 2024                            | Premios Produ                          | Mejor serie biográfica                                | Coppola, el representante                                       | Nominado                        | [ 17 ] [ 18 ]                   |
| 2024                            | Premios Produ                          | Mejor actor principal de serie biográfica             | Juan Minujín                                                    | Nominado                        | [ 17 ] [ 18 ]                   |
| 2024                            | Premios Produ                          | Mejor actriz de reparto - Serie y miniserie dramática | Mónica Antonópulos                                              | Nominada                        | [ 17 ] [ 18 ]                   |
| 2024                            | Premios Produ                          | Mejor showrunner - Comedia dramática                  | Ariel Winograd                                                  | Ganador                         | [ 17 ] [ 18 ]                   |
| 2024                            | Premios Produ                          | Mejor compositor musical                              | Sergei Grosny                                                   | Nominado                        | [ 17 ] [ 18 ]                   |
| 2024                            | Premios Produ                          | Mejor recreación de época                             | Natalia Mendiburu, Julián Rugolo, Loli Giménez y Marcos Cáceres | Ganador                         | [ 17 ] [ 18 ]                   |
| 2024                            | Premios Martín Fierro de Cine y Series | Mejor dirección                                       | Ariel Winograd                                                  | Nominado                        | [ 19 ]                          |
| 2024                            | Premios Martín Fierro de Cine y Series | Mejor actor                                           | Juan Minujín                                                    | Nominado                        | [ 19 ]                          |
| 2024                            | Premios Martín Fierro de la Moda       | Actor con mejor estilo en ficción                     | Juan Minujín                                                    | Nominado                        | [ 20 ]                          |
| 2024                            | Premios Cóndor de Plata                | Mejor miniserie                                       | Coppola, el representante                                       | Nominado                        | [ 21 ]                          |
| 2024                            | Premios Cóndor de Plata                | Mejor actor protagonista                              | Juan Minujín                                                    | Ganador                         | [ 21 ]                          |
| 2024                            | Premios Cóndor de Plata                | Mejor guion adaptado                                  | Emanuel Diez, Mariano Cohn y Gastón Duprat                      | Nominados                       | [ 21 ]                          |
| 2024                            | Premios Cóndor de Plata                | Mejor dirección de fotografía                         | Federico Cantini y Sebastián Cantillo                           | Ganadores                       | [ 21 ]                          |
| 2024                            | Premios Cóndor de Plata                | Mejor dirección de arte                               | Natalia Mendiburu                                               | Ganadora                        | [ 21 ]                          |
| 2024                            | Premios Cóndor de Plata                | Mejor diseño de vestuario                             | Julián Rúgolo                                                   | Nominado                        | [ 21 ]                          |
| 2024                            | Premios Cóndor de Plata                | Mejor música original                                 | Sergei Grosny                                                   | Nominado                        | [ 21 ]                          |
| 2024                            | Premios Cóndor de Plata                | Mejor dirección de casting                            | María Laura Berch y Tati Rojas                                  | Ganadoras                       | [ 21 ]                          |
| 2024                            | Premios Cóndor de Plata                | Mejor maquillaje y peluquería                         | Loli Giménez y Marcos Cáceres                                   | Nominados                       | [ 21 ]                          |
| 2025                            | Rose d'Or Latinos                      | Mejor serie de comedia o dramedia                     | Coppola, el representante                                       | Nominado                        | [ 22 ]                          |
| 2025                            | Premios Aura                           | Mejor serie de comedia                                | Coppola, el representante                                       | Nominado                        | [ 23 ]                          |
| 2025                            | Premios Aura                           | Mejor actuación en serie de comedia                   | Juan Minujín                                                    | Nominado                        | [ 23 ]                          |
| 2025                            | Premios Aura                           | Mejor dirección                                       | Ariel Winograd                                                  | Nominado                        | [ 23 ]                          |
| 2025                            | Premios Aura                           | Mejor inicio de temporada                             | Coppola, el representante                                       | Nominado                        | [ 23 ]                          |
| 2025                            | Premios Aura                           | Serie con mayor impacto                               | Coppola, el representante                                       | Nominado                        | [ 23 ]                          |
| 2025                            | Premios Sur                            | Mejor serie                                           | Coppola, el representante                                       | Ganador                         | [ 24 ]                          |